# JAlbum
A jAlbum egy  freeware webes fotóalbum-generátor, egy svéd programozó, David Ekholm munkája.
JAlbum lehetővé teszi, hogy digitális fényképekből álló gyűjteményét HTML nyelven elmentse. Így lehetővé válik, hogy a képeket az interneten publikálják, vagy valamilyen adathordozón (CD, SVD, flash memória) hordozható legyen. A termékben vannak előre beállított sablonok (skinek), de van rá lehetőség, hogy a felhasználó saját maga hozzon létre és terjesszen háttereket. A program Java virtuális gépen dolgozik, így lehetővé téve, hogy többfajta operációs rendszeren (Windows, Mac, AIZ, HP-Unix, OS/2) is fusson. A programhoz sok nyelven létezik felhasználói felület, így magyarul is.
A Jalbum a tetszőleges sorrendbe rendezett képekből egy html weboldalt készít, amit 30 MB korláttal ingyenesen fel lehet tölteni akár a Jalbum megfelelő oldalára is.

## Története
2002. február 20-án jelentették meg az 1.0-s verziót. 
Ezt követően rendszeresen adtak ki kisebb változtatásokat tartalmazó programokat. A szerzők teljes körű támogatást és szoftverfejlesztést biztosítanak. 
2012-ben a 10.10.7-es verzió volt a legfrissebb. 2016-ban pedig a 13.06; és már évek óta nem ingyenes (€ 39).

## Külső hivatkozások
- JAlbum.net